# Comitê Olímpico Uruguaio
O Comitê Olímpico Uruguaio (em castelhano:  Comité Olímpico Uruguayo) é o Comitê Olímpico Nacional que representa o Uruguai. Esta organização foi fundada em 1923 e foi reconhecida pelo Comitê Olímpico Internacional (COI) no mesmo ano. 
É o órgão nacional responsável pela participação dos atletas uruguaios nos Jogos Olímpicos. Ele também é membro da Organização Desportiva Pan-Americana, Associação dos Comités Olímpicos Nacionais e Organização Desportiva Sul-Americana. O seu presidente é Julio César Maglione, desde 1987, que foi recentemente reeleito.